# Verzekeringsmakelaar
Een verzekeringsmakelaar is doorgaans een tussenpersoon die actief is op de assurantiebeurs. Tot 2001 was de titel Makelaar in Assurantiën beschermd. Sindsdien mag iedereen zich makelaar in assurantiën, of verzekeringsmakelaar, noemen. Ter vervanging van de beschermde titel werd de Registermakelaar in Assurantiën in het leven geroepen.

## Geschiedenis
Het beroep van de verzekeringsmakelaar is uitgevonden in de 17e eeuw, destijds kwamen de eerste verzekeringsmaatschappijen op die geld inden van de succesvolle reizen van de VOC en uitkeerden bij verloren gegane schepen. Omdat zij veel geld verdienden kwamen er al snel veel meer spelers op de markt die qua voorwaarden en premies sterk uiteen liepen. De scheepseigenaren zagen al snel door de bomen het bos niet meer en het beroep van Verzekeringsmakelaar was geboren.

## De moderne makelaar
Een registermakelaar brengt verzekeringen onder op de assurantiebeurs. Voorheen diende de makelaar hiervoor een bezoek te brengen aan de beurs van Amsterdam of Rotterdam. Tegenwoordig legt de makelaar per telefoon, fax of e-mail contact met verzekeraars en probeert zo overeenstemming te bereiken over de premie en voorwaarden. Elke verzekeraar zal voor een bepaald percentage 'tekenen' op de polis. De makelaar stelt de polis op en int de premie.